# Arnoult (rivière)
Pour les articles homonymes, voir Arnoult.
L'Arnoult est une rivière de l'ouest de la France et un affluent gauche de la Charente. Elle arrose le département de la Charente-Maritime, dans la région Nouvelle-Aquitaine. Elle était jadis nommée "Varse" sous l'Ancien Régime.

## Géographie
L'Arnoult est une rivière qui prend sa source à quelques kilomètres au sud-ouest de Saintes, au lieu-dit  la Fontaine de Révillés, à une altitude de 35 mètres, sur la commune de Rétaud. Plusieurs  sources latérales alimentent l'Arnoult, qui prend son caractère d'écoulement permanent en aval de Rétaud.
Après avoir arrosé la région des collines saintongeaises depuis son lieu de source, son cours aval aborde une région de marais où il a été  transformé en un canal en 1812. Il prend alors le nom de « canal de Pont-l'Abbé-d'Arnoult » et se jette dans le canal de la Seudre à la Charente.
L'Arnoult était un ancien bras de mer jusque dans l'Antiquité tardive ;  aujourd'hui, son cours s'étend sur une quarantaine de kilomètres où se sont accumulés, notamment dans son ancienne partie estuarienne, des sédiments d'origine marine. Dans la partie aval de son cours d'anciennes falaises d'origine fluviale sont encore visibles, notamment à Pont-l'Abbé d'Arnoult.
La vallée de l'Arnoult est célèbre pour ses cultures maraîchères, en particulier la monjhette (mot saintongeais souvent francisé en mogette) de Pont-l'Abbé-d'Arnoult. Ce haricot également appelé « rognon de Pont-l'Abbé-d'Arnoult » est particulièrement apprécié pour ses qualités gustatives.

### Principaux affluents
Une dizaine de petits affluents vient grossir les eaux de l'Arnoult, dont les plus importants sont le canal du Rivolet, le canal de Champagne, et le ruisseau de l'Arnaise.

## Hydrologie
L'Arnoult est un affluent de rive droite du canal de la Charente à la Seudre (rive gauche Charente).
La longueur de la rivière est de 40,5 km de la source à la confluence avec la Charente :
- 36 km pour l'Arnoult
- 4,5 km pour la partie du canal de la Charente à la Seudre.
Le bassin versant est de 290 km2.
La pente générale est de 0,8 pour mille.
La pente est nulle dans la partie canalisée.

## Communes traversées

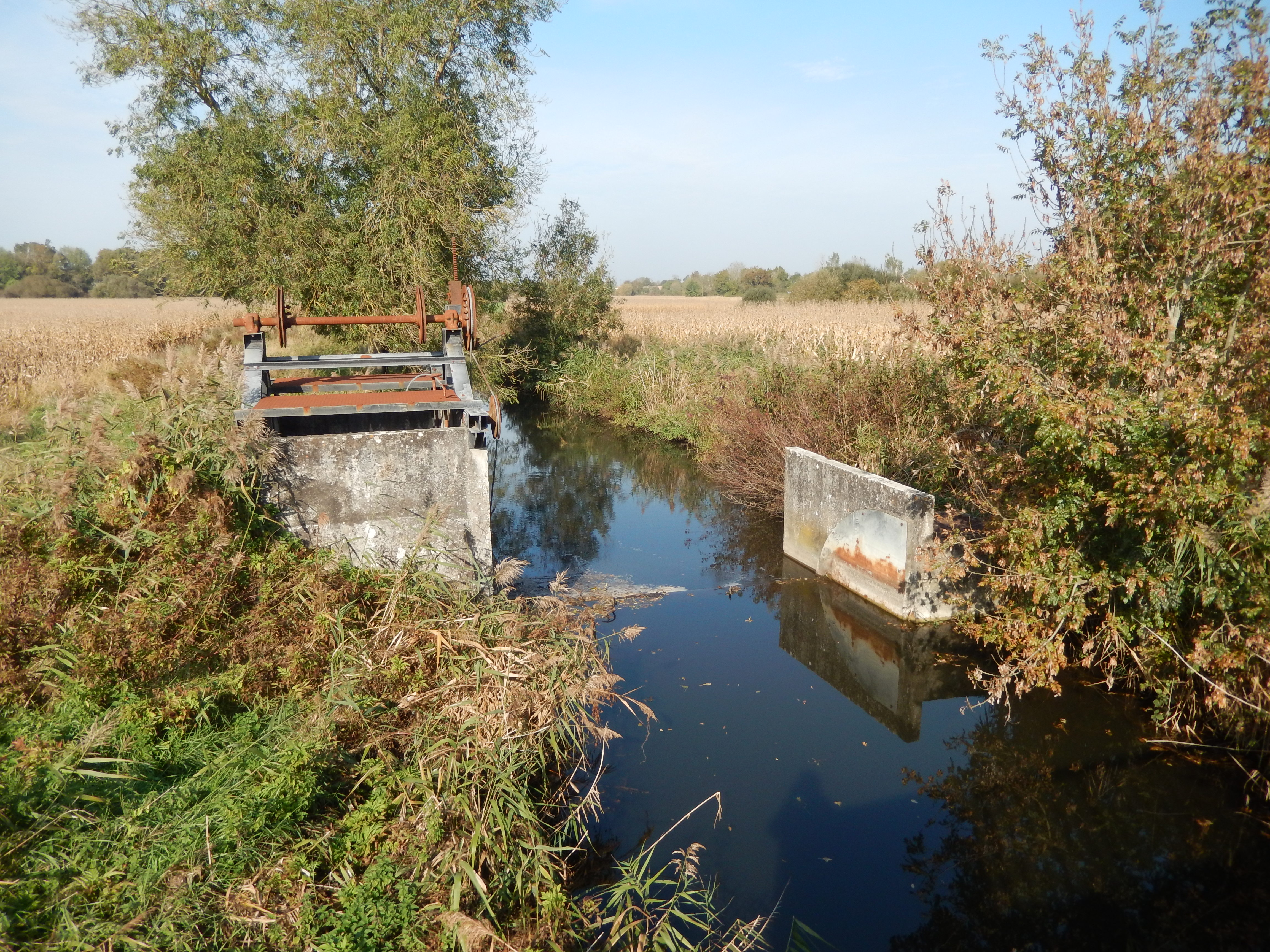
L'Arnoult entre Luchat et La Clisse.

L'Arnoult traverse 15 communes dans le département de la Charente-Maritime. Les principales communes traversées sont :
- Rétaud
- Varzay
- La Clisse
- Luchat
- Soulignonne
- Corme-Royal
- Saint-Sulpice-d'Arnoult
- Pont-l'Abbé-d'Arnoult
- Trizay

Poisson : Gardon, Perche Soleil, Chevesne, Brochet, Poisson-Chat, Carpe, Tanche